# New World Pygmies
New World Pygmies ist ein Jazzalbum von Jemeel Moondoc und William Parker. Die 1998 beim Festival Fire in the Valley in der Bezanson Recital Hall der University of Massachusetts in Amherst (Massachusetts) entstandenen Aufnahmen erschienen 1999 auf Eremite Records.

## Hintergrund
Der Saxophonist Jemeel Moondoc und der Bassist William Parker hatten sich bereits seit Mitte der 1970er-Jahre bei zahlreichen Gelegenheiten zusammengetan, etwa wirkte Moondoc 1974 bei Parkers Through Acceptance of the Mystery Peace (ebenfalls auf Eremite erschienen) mit, eine ihrer frühesten Kooperationen. Parker gehörte um 1977 Jemeel Moondocs Ensemble Muntu an, ebenso 1979 dem Quartet Muntu mit Roy Campbell und Rashid Bakr. Zu hören war Parker auch auf Moondogs 1981 entstandenem Album Konstanze's Delight. 1999 arbeiteten Moondoc und Parker wiederum bei einer Europatournee, an der auch Roy Campbell, Zane Massey und Cody Moffett beteiligt waren, miteinander (The Jemeel Moondoc All-Stars Live in Paris).
Der Titel „Another Angel Goes Home“ ist Parkers Tribut an den im März 1998 verstorbenen Schlagzeuger Dennis Charles.
2000 setzten Jemeel Moondoc und William Parker ihre Kooperation zusammen mit dem Schlagzeuger Hamid Drake fort; die Livemitschnitte erschienen auf New World Pygmies Vol. 2 (2001).

## Titelliste
- Jemeel Moondoc & William Parker: New World Pygmies (Eremite Records MTE020)[2]

1. New World Pygmies (Moondoc, Parker) 17:03
2. Huey Sees a Rainbow (William Parker) 9:41
3. Theme for Pelikan (William Parker) 13:26
4. Not Quite Ready for Prime Time (Jemeel Moondoc) 12:58
5. Another Angel Goes Home (William Parker) 4:55
6. Encore (Moondoc, Parker) 9:28

## Rezeption
Steve Loewy verlieh dem Album in Allmusic viereinhalb Sterne und schrieb, es sollte niemanden überraschen, dass dieser Live-Mitschnitt vom Fire in the Valley Festival 1998 nicht nur eines der besten Moondoc-Alben auf CD sei, sondern auch ein schönes Beispiel für einige der besten Aufnahmen der letzten Jahre mit freiem Saxophonspiel. Parker stelle eine starke Ergänzung für jede Gruppe dar, aber er spiele hier hauptsächlich eine Nebenrolle, während Moondoc Zeile für Zeile kreative Inspiration hervorbringe. Der Klang des Saxophonisten habe eine herbe Qualität, die an Ornette Colemans Ton aus den frühen 1960er-Jahren erinnere. Moondoc sei eine Art seltsamer, unterschätzter Elder statesman der freien Musik, der eine Rolle einnehme, die der des Chicagoer Tenorsaxophonisten Fred Anderson nicht unähnlich sei.

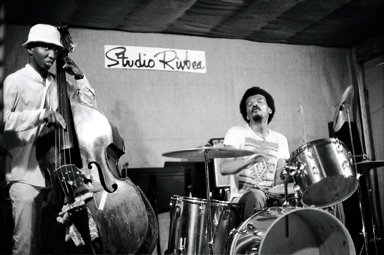
William Parker (links) mkt Rashid Bakr im New Yorker Studio Rivbea, Juli 1976

Nach Ansicht von Derek Taylor, der das Album in All About Jazz rezensierte, habe der Sound von Moondoc definitiv eine raue Kante und auch einen gesunden Humor, aber dies seien nur Facetten eines weitaus umfangreicheren Ganzen. Dieses Album, wie auch die Vorgänger in Moondocs bescheidenem Portfolio, offenbare die Breite seines musikalischen Könnens. Moondoc zeige Mut, indem er sich mit Parker in einer [personell] abgespeckten Umgebung zusammenschließe und dabei sein [bis dato] wohl vollständigstes und überzeugendstes Werk abliefere.
Im Jahr 1998 sei ihre Vertrautheit sofort festzustellen, als beide Männer die Fesseln des Anstands über Bord werfen und sich mit innerem Eifer ausagieren. Ein weiteres Element, das das Hörerlebnis unermesslich bereichere, sei die Klarheit des Klangs, die der Ingenieur Alen Hadzi-Stefanov erreicht habe; jede Nuance von Parkers fieberhaften Spiel werde in ohrenbetäubenden Details eingefangen und auch Moondocs Altsaxophon werde ebenso aufwendig behandelt.
Richard Cook und Brian Morton schrieben in The Penguin Guide to Jazz: „Die Leute reden über die Konversationsqualität von Duo-Auftritten, aber dies ist eher wie Zwillingsprediger in der Missionshalle, die abwechselnd harter Priester, sanfter Priester spielen, der eine droht Schwefel, der andere verspricht Erlösung“.